# Мурза, Илья Митрофанович
Илья Митрофанович Мурза (1904—1983) — командир 269-го стрелкового полка 136-й Киевской Краснознамённой ордена Богдана Хмельницкого стрелковой дивизии 70-й армии 2-го Белорусского фронта, подполковник. Герой Советского Союза (1945).

## Биография
Родился 1 сентября 1904 года в селе Мангуш (ныне Донецкой области Украины). Работал лесничим в Часов-Ярском лесничестве Донецкой области.
В Красной Армии в 1927—1928 годах, в 1938—1940 годах и с 1941 года. На фронтах Великой Отечественной войны с июня 1941 года. Принимал участие в битве за Сталинград.
Отличился при форсировании реки Одер 20 апреля 1945 года в районе посёлка Шёнинген Каменец, Польша. 29 июня 1945 года за успешное проведение важной и сложной операции, умелое и мужественное руководство полком по форсированию Одера и захват плацдармов на его западном берегу, проявленную при этом личную отвагу и мужество, подполковнику Мурзе Илье Митрофановичу присвоено звание Героя Советского Союза с вручением ордена Ленина и медали «Золотая Звезда».
С 1946 года И. М. Мурза — в запасе. Жил в городе Семилуки Воронежской области. Скончался 11 ноября 1983 года.

## Награды
- Медаль «Золотая Звезда» Героя Советского Союза;
- орден Ленина;
- орден Октябрьской Революции;
- два ордена Красного Знамени;
- орден Отечественной войны 1-й степени;
- орден Красной Звезды;
- медали.